# Бранл
Бранл (фр. Bransles) је насељено место у Француској у региону Париски регион, у департману Сена и Марна.
По подацима из 2011. године у општини је живело 519 становника, а густина насељености је износила 37,47 становника/km².

## Демографија
| 1962. | 1968. | 1975. | 1982. | 1990. | 2011. |
| ----- | ----- | ----- | ----- | ----- | ----- |
| 381   | 372   | 303   | 313   | 433   | 519   |